# 蔡木山乡
蔡木山乡，是中华人民共和国内蒙古自治区锡林郭勒盟多伦县下辖的一个乡镇级行政单位。

## 行政区划
蔡木山乡下辖以下地区：
光明村、砧子山村、巴彦宝拉格村、白城子村、老北沟村、上都河村、炮台村、一家河村、黑风河村、铁公泡子村和青龙背村。